# Together Again (The Temptations)
Together Again è un album in studio del gruppo vocale statunitense The Temptations, pubblicato nel 1987.

## Tracce
Side 1
1. Look What You Started – 5:09 (Peter Bunetta, Rick Chudacoff, Mark Holden)
2. I Wonder Who She's Seeing Now – 5:03 (Lou Pardini, Jimmy George)
3. 10 X 10 – 4:52 (Otis Williams, Ronald Tyson, Victor Carstarphen)
4. Do You Wanna Go with Me – 5:28 (Williams, Tyson, Carstarphen)

Side 2
1. Little Things – 4:07 (Billy Barber)
2. I Got Your Number – 4:21 (Sharon Robinson, Hamish Stuart)
3. Every Time I Close My Eyes – 4:25 (Ken Cummings, Carmine Feravola, Frank Pagano)
4. Lucky – 3:20 (Dana Merino)
5. Put Your Foot Down – 3:56 (Bunetta, Richard Darbyshire, Joe Ericksen)

## Formazione
- Dennis Edwards
- Melvin Franklin
- Richard Street
- Ron Tyson
- Otis Williams